# 오노정 (오이타현)
오노정(大野町)은 오이타현 오노군에 위치했던 정이다.
2005년 3월 22일, 미에정, 기요카와촌, 오가타정, 아사지정, 지토세촌, 이누카이정과 합병해 분고오노시가 되었기 때문에 자치체로서는 소멸하였다.

## 역사
- 1907년 6월 1일 - 5개촌이 합병해 히가시오노촌이 성립하였다.
- 1928년 - 정으로 승격 또는 개칭해 오노정이 되었다.
- 2005년 - 오노정, 미에정, 기요카와촌, 오가타정, 아사지정, 지토세촌, 이누카이정과 함께 폐정식이 개최되어 77년의 역사에 마침표를 찍었다.

## 교통

### 공항
- 오이타현 중앙비행장

### 철도
- 규슈 여객철도 호히 본선

### 도로
- 국도 57호선